# Bagge (släkter)
Bagge har sedan medeltiden burits av flera orelaterade släkter, både adliga och ofrälse. Ett urval av dessa redovisas nedan. Bagge har även använts som soldatnamn.

## Släkter med namnet Bagge

### Bagge från Marstrand
En vitt utbredd släkt från Bohuslän, se Bagge (Marstrandssläkten).

### Bagge från Västergötland
Stamfadern Per Olofsson Bagge, var byggmästare och timmerman på Karlegården under Gräfsnäs i Västergötland. Hans sonson Petter Bagge, (1679–1754), var inspektor vid Ôvedskloster i Skåne. Gift med Benedicta Sörensdotter Sture, (1686–1743). De fick sonen Carl Gustaf (1718–1762), kyrkoherde i Balkåkra och Snårestad. Nationalekonomen och högerledaren Gösta Bagge tillhörde denna släkt.

### Bagge av Botorp
Medeltida frälseätt, se Bagge av Botorp.

### Bagge af Boo
Svensk adlig ätt 1556–1636, se Bagge af Boo.

### Bagge af Berga och Bagge af Söderby
Båda dessa ätter är utgrenade ur Abjörnssönernas ätt på svärdssidan, se Bagge af Berga och Bagge af Söderby.

#### Bagge af Berga
Bagge av Berga anses härstamma från Abjörnssönernas ätt på svärdssidan, från vilken den utgrenats vidare till olika ätter, och Riddarhuset likställer Abjörnssönernas ätt med Bagge av Söderby.
| ” | Ätten Bagge af Berga är en gammal frälsesläkt (de s k Abjörnssönerna), känd sedan 1344 och besutten bland annat i Reftele socken i Jönköpings län, som vid slutet av 1300-talet antog mödernevapnet, sparre över blad, vilket senare ändrades till hälften dubbelgrenad (”half annen”) sparre över blad. | „ |

#### Medlemmar av ätten (urval)
- Måns Pedersson, adlad 1517 av Sten Sture den yngre
  - Halsten Månsson Bagge, tog namnet Bagge efter modern
    - Bengt Halstensson Bagge, avrättad 1577
    - Peder Bagge
      - Sven Pedersson Bagge, adlad 1590 med namnet Bagge af Söderby

### Bagge, finländsk frälseätt
Kvartermästaren Lasse Bagge, omnämnd 1583, är släktens förste kände medlem. Hans svärdotter Anna Månsdotter fick som änka 1614 stadfästelse på frälsevillkor för sin sätesgård Kardrag i Borgå socken. Uppgifter om den längst levande av släkten, en sonson till Anna Månsdotter, saknas efter 1691.